# Shigu (köpinghuvudort i Kina, Shaanxi, lat 34,35, long 107,14)
Shigu är en köpinghuvudort i Kina. Den ligger i provinsen Shaanxi, i den nordvästra delen av landet, omkring 160 kilometer väster om provinshuvudstaden Xi'an. Antalet invånare är 23 871. Befolkningen består av 11 311 kvinnor och 12 560 män. Barn under 15 år utgör 15,0 %, vuxna 15-64 år 78 %, och äldre över 65 år 6,0 %.
Runt Shigu är det mycket tätbefolkat, med 1 411 invånare per kvadratkilometer. Närmaste större samhälle är Guozhen, 19,8 km öster om Shigu. Runt Shigu är det i huvudsak tätbebyggt.
Genomsnittlig årsnederbörd är 754 millimeter. Den regnigaste månaden är september, med i genomsnitt 159 mm nederbörd, och den torraste är december, med 2 mm nederbörd.